# Peryodato

El ion (meta)peryodato, IO_{4}^{-}

El ion peryodato o periodato es un oxoanión compuesto de yodo y oxígeno que incluye dos formas: el ion metaperyodato de fórmula IO4−; y el ion ortoperyodato de fórmula IO65−. Habitualmente ambas formas pueden ser llamadas peryodatos pero si no se indica el prefijo, se supone que nos referimos a la forma meta. Dicho ion es la base conjugada del ácido peryódico. Los peryodatos son también las sales que contienen el ion peryodato.
En disoluciones acuosas se forman equilibrios entre ambas formas del tipo:
{\displaystyle IO_{4}^{-}\,+\,2\,H_{2}O\rightleftarrows H_{4}IO_{6}^{-}}
En coondiciones neutras o débilmente ácidas, la forma IO4− es la más frecuente, en equilibrio con una cantidad más pequeña de H4IO6−.  En condiciones ácidas, se forma el ion H3IO62−, junto a algunos otros iones.
Como su elemento vecino, el telurio, y a diferencia de los halógenos de menor masa, el yodo tiende a crear compuestos con índice de coordinación 6, y las unidades HnIO6(5−n)- son bastante comunes; pero las unidades con índice de coordinación 4, como IO4−, son también bastante comunes para el yodo, y las únicas formas posibles con los perhalogenatos más ligeros, como el perclorato.

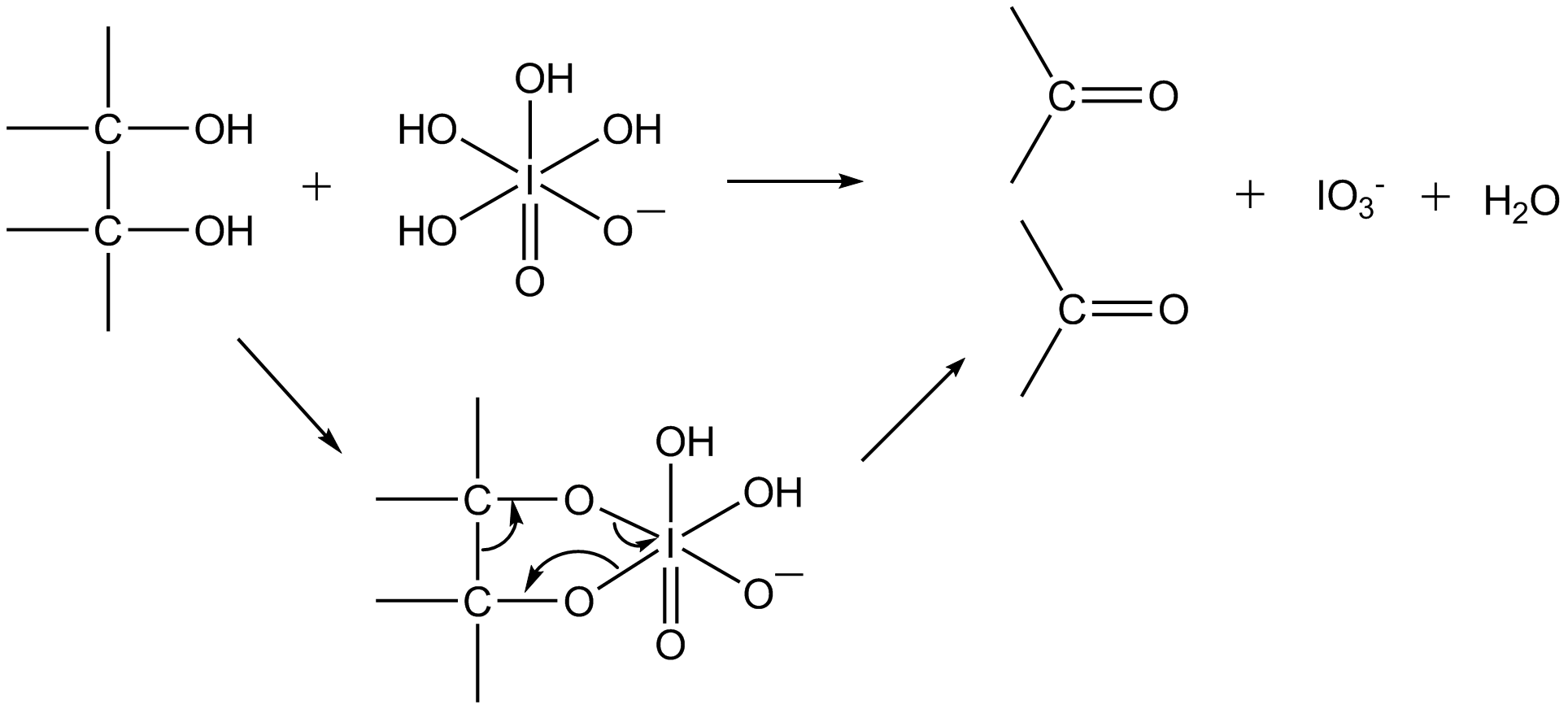
El ion peryodato H_{4}IO_{6}^{-} oxida a los dioles rompiendo el enlace carbono-carbono y formando aldehídos o cetonas.

## Obtención
El metaperyodato de sodio puede ser aislado a partir de la oxidación del yoduro de sodio con hipoclorito de sodio y se recristaliza mejor a partir de ácido nítrico. Sin embargo, la electroquímica ofrece métodos alternativos más fáciles, como la oxidación indirecta de dioles en presencia del par redox yodato/peryodato.

## Usos
Los peryodatos pueden dividir los enlaces carbono-carbono cuando ambos átomos de carbono poseen un átomo de oxígeno, ya sea en forma de grupo hidroxilo o de grupo carbonilo.
- El carbono unido a un grupo hidroxilo se transforma en aldehído o cetona.

{\displaystyle CH_{3}-CHOH-CH_{2}OH\,+\,IO_{4}^{-}\longrightarrow CH_{3}-CHO\,+\,H-CHO\,+\,2\,H^{+}\,+\,2\,e^{-}}
- El grupo carbonilo se transforma en ácido carboxílico.

{\displaystyle CH_{2}OH-CHOH-CH_{2}OH\,+\,IO_{4}^{-}\longrightarrow 2\,H-CHO\,+\,H-COOH\,+\,4\,H^{+}\,+\,4\,e^{-}}
Esta propiedad se emplea a menudo en Bioquímica molecular con el propósito de modificar los sacáridos en anillo, como muchos azúcares cíclicos de cinco y seis átomos que a menudo tienen grupos diol.

## Ejemplos
- Peryodato potásicoKIO4
- Peryodato de sodio, NaIO4